# Zacnik

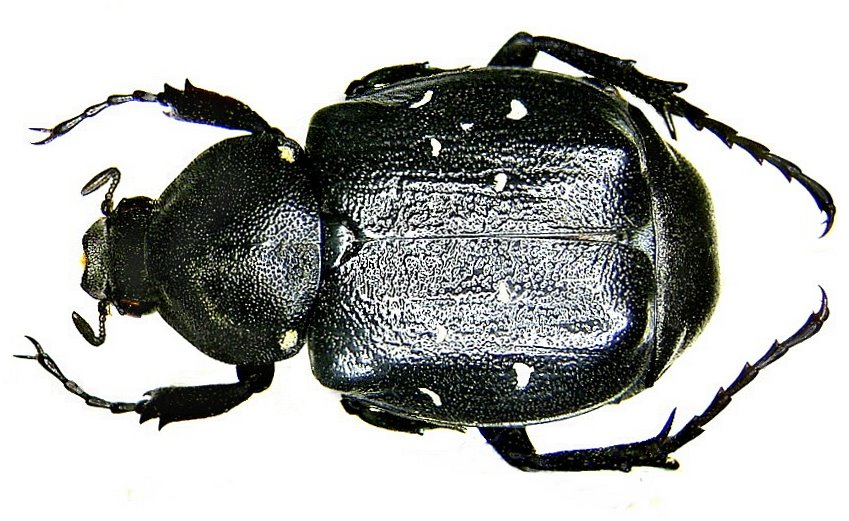
Gnorimus variabilis

Zacnik (Gnorimus) – rodzaj chrząszczy z rodziny poświętnikowatych i podrodziny kruszczycowatych.

## Etymologia
- Gnorimus: gr. γνώριμος gnōrimos „sławny”[2].

## Gatunki
Do rodzaju należy 10 gatunków:
- Gnorimus aedilis (Heer, 1862)
- Gnorimus armeniacus Reitter, 1887
- Gnorimus baborensis Bedel, 1919
- Gnorimus bartelsi Faldermann, 1836
- Gnorimus decempunctatus Helfer, 1833
- Gnorimus lugubris (Heer, 1862)
- Gnorimus nobilis (Linnaeus, 1758) – zacnik zdobny
- Gnorimus subcostatus (Ménétriés, 1832)
- Gnorimus subopacus Motschulsky, 1860
- Gnorimus variabilis (Linnaeus, 1758) – zacnik czarny

## Galeria

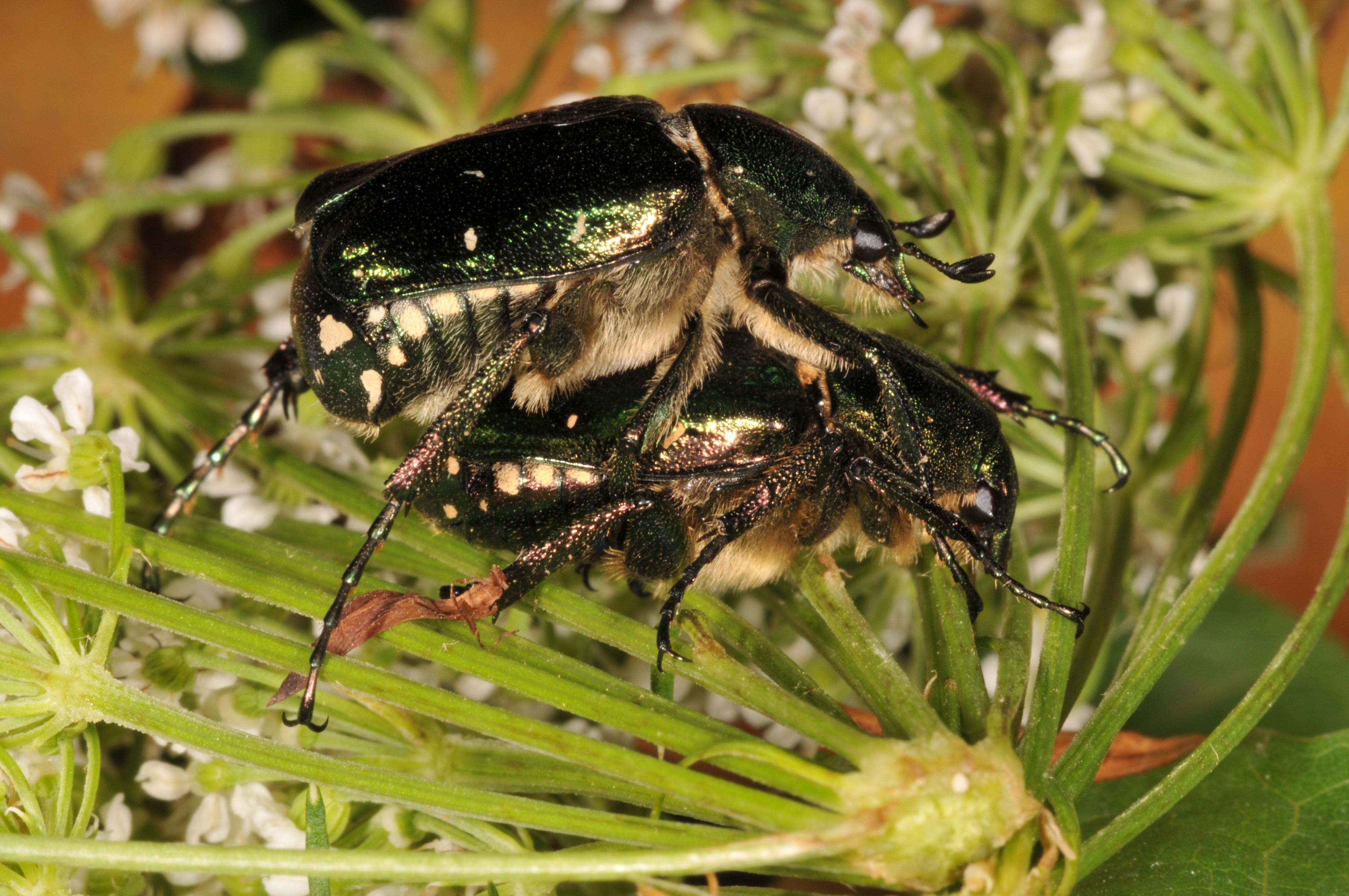
Kopulujące Gnorimus nobilis